# 班大道
班大道是澳洲新南威爾斯州雪梨的一條穿過班大市區的主要道路，長2（1.2英里）。
班大道西始班大張臣的班大張臣繞道、牛津街和舊南頭道的交匯點，向東延伸為四線不分隔車路，並穿過班大，在班大海環匯入衿步道（Campbell Parade）。

## 外部連結
维基共享资源上的相關多媒體資源：班大道